# Warren Hymer
Warren B. Hymer (* 25. Februar 1906 in New York; † 25. März 1948 in Los Angeles, Kalifornien) war ein US-amerikanischer Schauspieler.

## Leben
Warren Hymer war der Sohn des Drehbuchautors John B. Hymer (1875–1933) und der Schauspielerin Eleanor Kent (1880–1957). Nach seinem Abschluss an der Yale University arbeitete er zunächst für ein paar Jahre als Theaterschauspieler am Broadway, ehe er sich mit Beginn des Tonfilms Ende der 1920er-Jahre dem Hollywood-Kino zuwandte. Insgesamt wirkte Hymer zwischen 1929 und 1946 in fast 130 Filmen mit. In seinen Nebenrollen spielte er vor allem Polizisten, Offiziere oder Gangster, die oft nicht besonders intelligent wirkten. In einigen seiner Filme trat er auch als Sidekick der Hauptfigur auf. Bekanntere Auftritte hatte er unter anderem in den Filmen Reise ohne Wiederkehr, Der große Bluff und Hier ist John Doe. 
Abseits der Leinwand galt Hymer als Alkoholiker. Als der Columbia-Chef Harry Cohn Hymer Ende der 1930er Jahre dafür zur Rechenschaft ziehen wollte, soll Hymer auf Cohns Tisch uriniert haben. Die Qualität und Häufigkeit seiner Rollenangebote nahm nach diesem Vorfall deutlich ab. Zwei Jahre nach seinem letzten Filmauftritt starb Hymer mit nur 42 Jahren an einem Magenleiden. Er war zweimal verheiratet, doch beide Ehen scheiterten.

## Filmografie (Auswahl)
- 1929: Speakeasy
- 1929: Fox Movietone Follies of 1929
- 1929: Kampfhähne der Liebe (The Cock-Eyed World)
- 1930: U 13 (Men Without Women)
- 1930: Born Reckless
- 1930: Up the River
- 1931: Unter der See (Seas Beneath)
- 1931: Charlie Chan Carries On
- 1931: The Unholy Garden
- 1932: Reise ohne Wiederkehr (One Way Passage)
- 1932: 20.000 Jahre in Sing Sing (20,000 Years in Sing Sing)
- 1933: Midnight Mary
- 1934: George White's Scandals
- 1934: Die Glückspuppe (Little Miss Marker)
- 1934: Harold Lloyd, der Strohmann (The Cat’s-Paw)
- 1934: She Loves Me Not
- 1934: Die Schöne der neunziger Jahre (Belle of the Nineties)
- 1935: Das Mädchen, das den Lord nicht wollte (The Gilded Lily)
- 1935: The Case of the Curious Bride
- 1935: Das Schiff des Satans (Dante’s Inferno)
- 1935: Zeig’ kein Erbarmen! (Show Them No Mercy!)
- 1936: Mr. Deeds geht in die Stadt (Mr. Deeds Goes to Town)
- 1936: Die Botschaft an Garcia (A Message to Garcia)
- 1936: San Francisco
- 1937: Gehetzt (You Only Live Once)
- 1937: Ali Baba geht in die Stadt (Ali Baba Goes to Town)
- 1938: Blaubarts achte Frau (Bluebeard’s Eighth Wife)
- 1938: Joy of Living
- 1938: Du und ich (You and Me)
- 1938: Submarine Patrol
- 1939: Mr. Moto und die geheimnisvolle Insel (Mr. Moto in Danger Island)
- 1939: Der große Bluff (Destry Rides Again)
- 1941: Hier ist John Doe (Meet John Doe)
- 1941: Birth of the Blues
- 1941: Eheposse (Skylark)
- 1942: Baby Face Morgan
- 1942: Hitler – Dead or Alive
- 1944: Als du Abschied nahmst (Since You Went Away)
- 1944: Three Is a Family
- 1945: Oh, Susanne! (The Affairs of Susan)
- 1946: Skandal im Sportpalast (Joe Palooka, Champ)
- 1946: Gentleman Joe Palooka